# Manchester University Press
Manchester University Press è la casa editrice universitaria della Università di Manchester, pubblica libri e riviste accademiche.
La Manchester University Press è diventata un editore internazionale, ma mantiene i collegamenti con l'Università.
È stata fondata nel 1904 da James Tai, inizialmente come Comitato delle Pubblicazioni dell'Università per pubblicare le ricerche accademiche intraprese presso la Victoria University of Manchester.

## Attività

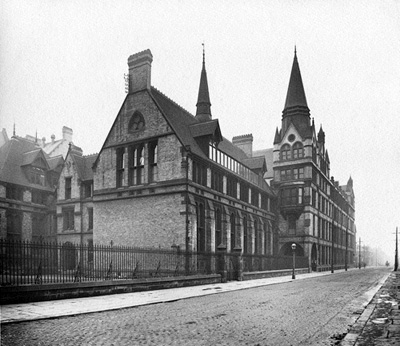
Old Medical School in Coupland Street (fotografata nel 1908), uno degli edifici che hanno ospitato la casa editrice.

La Manchester University Press pubblica monografie e libri di testo per l'insegnamento accademico nell'istruzione superiore; ogni anno produce circa 200 nuovi libri e gestisce cinque riviste, specializzandosi in scienze umane e sociali.

### Open access
La Manchester University Press è stata attivamente coinvolta nell'open access. 
È uno dei tredici editori a partecipare al progetto pilota Knowledge Unlatched, un approccio consortile di biblioteche globali per finanziare libri ad accesso aperto.